# Шолохово (Калінінградська область)
Шолохово (рос. Шолохово) — селище Полєського району, Калінінградської області Росії. Входить до складу Саранського сільського поселення.
Населення —  100 осіб (2015 рік). 

## Населення
| 1939 | 2002 | 2010 | 2012 | 2013 |
| ---- | ---- | ---- | ---- | ---- |
| 376  | ↘93  | ↗100 | ↗113 | ↘13  |